# ムナグロシャコ

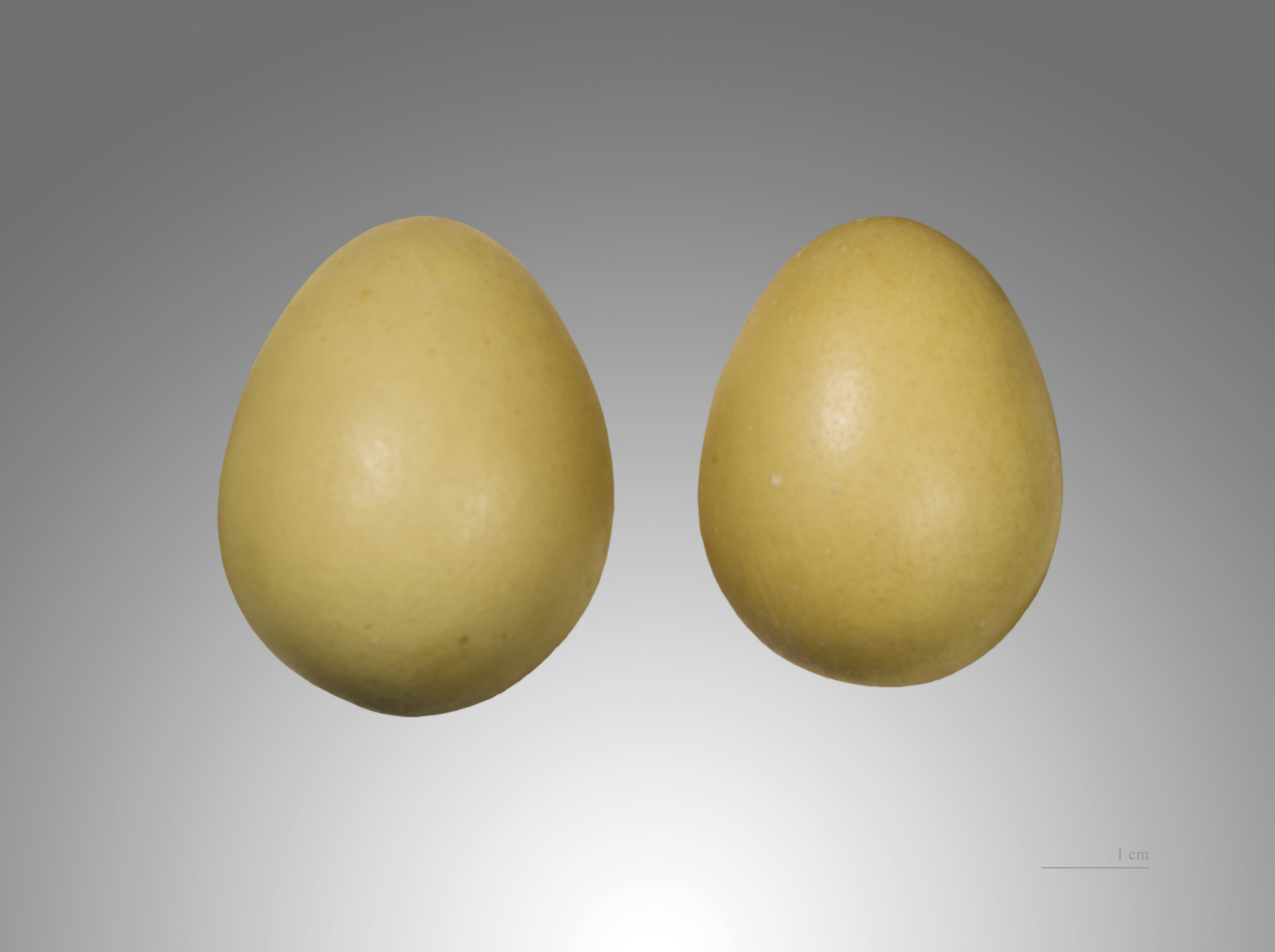
Francolinus francolinus

ムナグロシャコ (胸黒鷓鴣、Francolinus francolinus)は、キジ目キジ科の鳥である。

## 分布及び生息数
キプロス、トルコからシリア・イラク・イラン・アフガニスタン・パキスタン・インドにかけて、またヨルダン周辺、アゼルバイジャン周辺などに生息し、生息数は2012年時点で30万尾以上85万尾未満と推計されている。スペイン、イタリアでは絶滅、サウジアラビア、バングラディッシュでも絶滅したとみられる。

## 形態
体長は平均31センチほど、体重は平均450グラム程度。オスは、頭・胸・腹・脇が黒地に白い斑点、頭と胸の間に茶色の首輪状の模様、背と翼は黒地に白や茶色のラインが、尻尾は黒地に白く細いラインが、それぞれ沢山見られ、尻尾の下は茶色となっている。

## 生態
低地の沿岸地域の農地や河川沿いの葦の密集した低木林、樹木が少ない草むらなどに主に生息している。開けた場所に出てくることは少なく、大抵は適度に植物に覆われている場所に隠れて生活している。
繁殖はトルコ南部では3月から5月にかけて行われ、産卵個数は、バード・インターナショナルによれば「7個から12個」、ParsTodayによれば「初めての産卵では、2個から5個の卵を産み、その後は産卵シーズンがめぐってくるたびに、産卵する卵の数が増え、およそ20個にも達します」とされている。巣は浅い窪みのある形状で潅木の間や小麦畑などに設けられ、草・枝などで作られていたり、草木の茂みに隠れていたりする。何かの事情で卵の数が減ると、残りの卵を放棄し、別の場所に営巣し直し産卵するという習性がある。
食性は雑食性で、昆虫・イモムシ類の他に、植物の種子・新芽・葉・塊茎、穀物、イチジク・ブドウなどの果物等を食べる。